# Neivamyrmex lieselae
Neivamyrmex lieselae es una especie de hormiga guerrera del género Neivamyrmex, subfamilia Dorylinae. Esta especie fue descrita científicamente por Forel en 1913.
Se encuentra en Argentina.